# Антисептика
Антисе́птика (грец. αντι — проти і σηπτικος — гнійний) — сукупність хімічних, фізичних і біологічних методів видалення, знищення або пригнічення життєдіяльності потенційно небезпечних для здоров'я людини і тварин мікроорганізмів (бактерій, спор, вірусів та віріонів, грибків) в ранах, на шкірі, слизових оболонках і в порожнинах з метою лікування інфекційних процесів.
Інший метод, асептика, використовує методи переважно для запобігання проникнення збудників інфекцій в рану та організм загалом.
Асептика і антисептика, є базовими правилами організації та роботи відділень хірургічного профілю. Також цими правилами користуються при виконанні медичних маніпуляцій.

## Генеза
Термін «антисептика» вперше запропонував відомий шотландський військовий лікар Джон Прінгл.
Лікування ран за допомогою вина, оцту, бальзамів та ін. відоме з найдавніших часів, проте наукове обґрунтування антисептики стало можливим лише в 19 ст. завдяки працям французького бактеріолога Л. Пастера. На основі цих праць англійський вчений Дж. Лістер 1865 вперше використав антисептику та асептику в хірургічній практиці. А в 1867 опублікував статтю, в котрій запропонував знезаражувати руки хірурга, рану і навіть повітря операційної за допомогою 5%-ового розчину карболової кислоти і довів, що такий метод запобігає нагноюванню операційних ран. Відтоді почався невпинний розвиток антисептики.
Згідно інших тверджень, практикуючі лікарі використовували де-факто, ще до Лістера, хлорне вапно, ляпіс та інші сполуки вважаючи, що у хірургії зараження ран відбувалось від рук хірурга, його асистентів, інструментарію, білизни. Так серед відомих лікарів які це використовували були Ігнац Земмельвейс (1847 р.), Микола Пирогов.

## Методи антисептики
- Фізичні методи: їх суть полягає в створенні в рані несприятливих умов для розвитку бактерій та всмоктування токсинів і продуктів розпаду. Це забезпечується зовнішнім дренуванням інфікованої рани тампонами, дренажами, а також висушування ран за допомогою світлових та теплових процедур. До фізичних методів належать і механічні прийоми[5], які спрямовані на якнайшвидше (в перші години) видалення з рани збудників нагноювання — хірургічна, вакуумна, ультрозвукова, світлова(кварцування), лазерна обробка рани, застосування аплікаційних сорбентів.
- Хімічні методи забезпечують знищення мікробів у рані за допомогою різних антисептичних засобів. Антисептичні засоби мають бути бактерицидними або бактеріостатичними і не завдавати шкоди тканинам.
- Біологічні методи складаються з застосування антисептиків, які містять живі бактеріофаги та бактерії, що мають виражену конкурентну активність відносно патогенних мікроорганізмів, мають на них пряму пошкоджуючу дію, призначені для місцевого вживання. За механізмом дії біологічні антисептики принципово відрізняються від вакцин, які діють опосередковано, індукуючи імунну відповідь.

Сучасна медицина використовує як антисептичні засоби велику кількість різноманітних речовин, що мають бактерицидну, бактеріостатичну, противірусну дії, добре зберігаються у вигляді розчинів і не розкладаються, потрапляючи в рану. Ці речовини не повинні дуже пригнічувати життєдіяльність тканин і викликати отруєння організму.
Поряд з місцевим застосуванням антисептичні засоби вводяться в порожнини організму, у м'язи, під шкіру (впорскування антибіотиків), у кров або приймаються всередину (наприклад сульфаніламіди). У медичній практиці антисептика широко поєднується з асептикою.